# شهرستان لاکاوانا (پنسیلوانیا)
شهرستان لاکاوانا، پنسیلوانیا (به انگلیسی: Lackawanna County, Pennsylvania) شهرستانی در ایالات متحده آمریکا است که در پنسیلوانیا واقع شده‌است.

## خصوصیات
شهرستان لاکاوانا ۱٬۲۰۴٫۳۵ کیلومترمربع مساحت دارد. دیدنی و بسیار زیبا و قشنگ